# 白足鼠
白足鼠（学名：Peromyscus leucopus；英语：white-footed mouse、woodmouse）是一种白足鼠属的一种，原产于北美。

## 特征

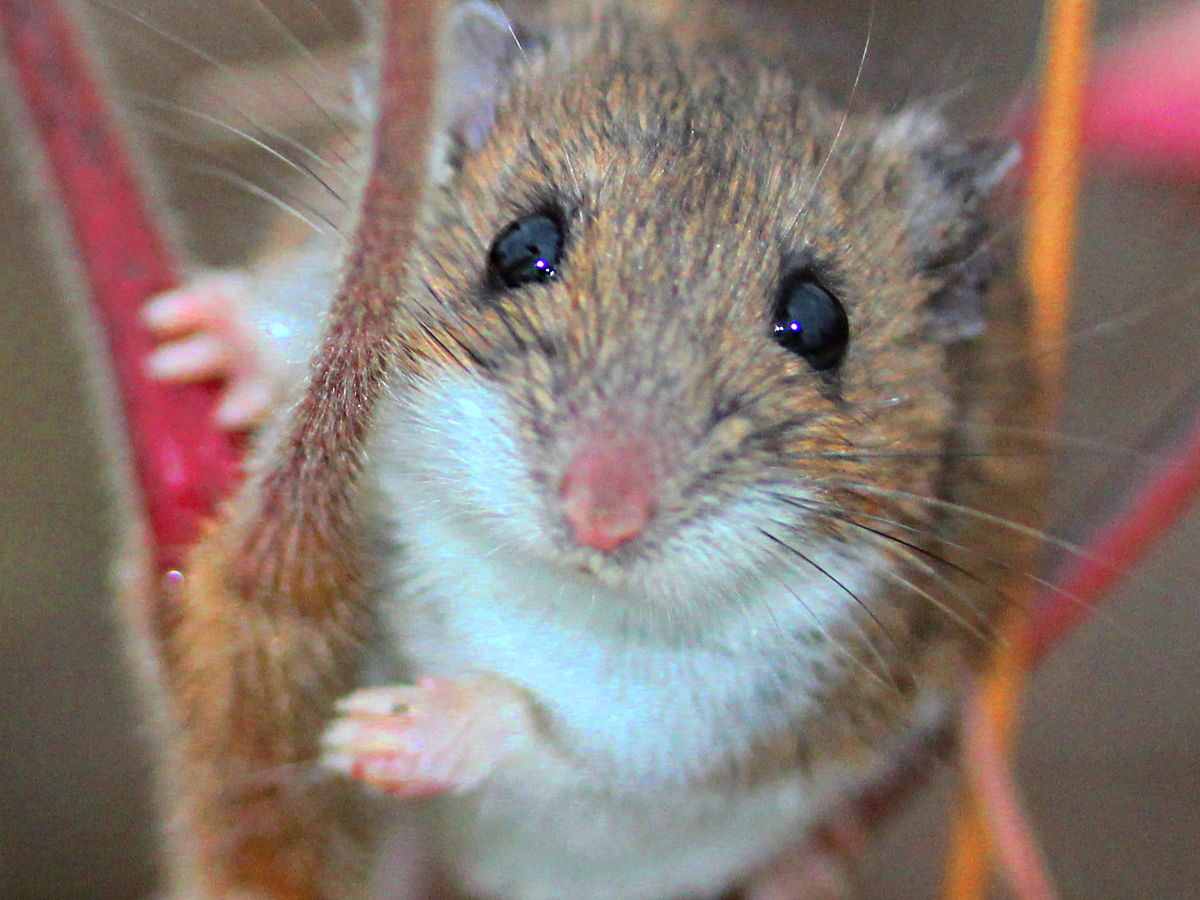
雌鼠头部

成年体长（不包括尾巴）90—100 mm（3.5—3.9英寸），尾部63—97 mm（2.5—3.8英寸），重20—30 g（0.7—1.1 oz）。最长寿命为96个月，雌性平均寿命45.5个月，雄性47.5个月。它与东部鹿鼠很像。

## 习性
白足鼠是杂食动物，以种子和昆虫为食，会捕食入侵物种舞毒蛾的蛹。它们很胆小，通常不会出现在人类眼前，但偶尔会居住在房屋里做窝并储存食物，大部分时间生活在树丛中。

## 与人的关系
与鹿鼠一样，该物种可能携带漢他病毒，可感染人类。它也是伯氏疏螺旋體的自然宿主、Cuterebra fontinella的主要宿主。
白足鼠是继小家鼠之后最常见的实验小鼠品种，也被当作宠物饲养 ，培育出很多毛色。

### 进化
研究者观察到白足鼠为了适应城市生活而演化，如其牙齿比生活在乡村地区的种群的更短。这可能是由于城市里的食物不太需要更长而有力的牙齿。城乡地区白足鼠的精子发生、精子运动和精卵相互作用相关的基因也不同。与农村的白足鼠相比，城市白足鼠免疫系统也可能正在进化，以更有效地识别和应对病原体。
一项比较转录组学研究发现，城市里的白足鼠基因出现正向选择迹象，让它们能更好地代谢重金属和毒素。